# English Invitation Tournament 1955
Das English Invitation Tournament 1955 im Badminton fand in Wimbledon statt.

## Die Sieger
| Disziplin    | Sieger                     |
| ------------ | -------------------------- |
| Herreneinzel | John D. McColl             |
| Dameneinzel  | Iris Cooley                |
| Herrendoppel | John D. McColl Tony Jordan |
| Damendoppel  | Iris Cooley June Timperley |
| Mixed        | John R. Best Iris Cooley   |